# 파로디우스
《파로디우스》는 코나미가 개발한 일련의 진행형 슈팅 게임이다. 제목은 패러디와 코나미의 타 슈팅 게임 시리즈 《그라디우스》의 합성어로, 코나미의 각종 지적 재산들을 종합한 회사 단위 크로스오버 작품이다. 1988년 MSX로 출시된 《파로디우스》로 시작해 총 5개의 본편이 발매됐으며, 그 외 외전 전략 게임 《파로 워즈》와 합본 《파로디우스 포터블》이 발매됐다.

## 게임
- 파로디우스 (1988)
- 파로디우스다 (1990)
- 극상 파로디우스 (1994)[1]
- 실황 떠벌이 파로디우스 (1995)
- 섹시 파로디우스 (1996)
- 파로 워즈 (1997)
- 리틀 해적 (1998)
- CR 파로디우스이다 (2000)
- CR 극상 파로디우스 (2006)
- 파로디우스 포터블 (2007)
- 극락파로디우스 / 극락 파로디우스 A (2010)

그 이외에도 위의 다섯 가지를 모두 묶은 파로디우스 포터블도 있다.

## 참조

### 내용주
1. ↑  영어: Parodius, 일본어: パロディウス